# Estadio de la ciudad de Abovyan
El Estadio de la ciudad de Abovyan (en armenio: Աբովյանի Քաղաքային Մարզադաշտ) también llamado Estadio Kotayk es un estadio de fútbol ubicado en la ciudad de Abovyan, Armenia.

## Descripción general
El estadio de la ciudad de Abovyan se inauguró en 1966 y actualmente tiene una capacidad de 3.100 asientos. El estadio, que hasta 2006 se llamaba Estadio Kotayk, tenía una capacidad para 5.500 espectadores.
En 2006, el lugar se convirtió en un estadio con capacidad para todos los asientos, reduciendo así la capacidad a 3.946 asientos (2.498 en la grada este y 1.448 en la grada occidental). El estadio pasó a llamarse Estadio de la ciudad de Abovyan durante el mismo año. En 2021-22 se ejecutaron importantes obras de renovación.
El estadio solía ser el estadio del FC Kotayk Abovian durante el período soviético y después de la independencia de Armenia. Sin embargo, cuando el club se disolvió, varios clubes de Ereván utilizaron el estadio como sede temporal.
El estadio también fue la sede del equipo nacional de rugby de Armenia. Entre 2005 y 2008, el estadio albergó muchas victorias logradas por la selección de rugby de Armenia, la más reciente sobre Serbia en 2008, con un resultado de 25-0.